# Route nationale 314
Die Route nationale 314, kurz N 314 oder RN 314, ist eine französische Nationalstraße, die 1933 zwischen Forges-les-Eaux und Eu festgelegt wurde. 1973 erfolgte die Abstufung dieser Straße. 1978 wurde die Nummer an eine zwischen 1974 und 1977 erstellte Schnellstraße vergeben. Sie verläuft von der N318 (heute Abfahrt 1 der A86) auf den Boulevard Circulaire de la Défense. 2006 wurde bis ein kurzes Stück des Boulevard Circulaire de la Défense zur D914 abgestuft.

## Streckenverlauf
| Position | höchste zulässige Gesamtgeschwindigkeit | Fahrbahnen | Typ                  | Abschnitt                                           | Längengrad | Breitengrad |
| -------- | --------------------------------------- | ---------- | -------------------- | --------------------------------------------------- | ---------- | ----------- |
| 1        | 130                                     | 2          | Beginn der Autobahn  | A 86                                                | 48.9071    | 2.2120      |
| 2        | 110                                     | 2          | Teil-Anschlussstelle | Nanterre - Z.I. La Folie                            | 48.9018    | 2.2191      |
| 3        | 110                                     | 2          | Teil-Anschlussstelle | Nanterre - Passage Arago                            | 48.8985    | 2.2203      |
| 4        | 110                                     | 2          | Teil-Anschlussstelle | Nanterre                                            | 48.8969    | 2.2225      |
| 5        | 110                                     | 2          | Teil-Anschlussstelle | Rue Célestin Hébert                                 | 48.8971    | 2.2245      |
| 6        | 110                                     | 2          | Teil-Anschlussstelle | Zugang La Défense Sektor 7 nord - Nanterre - D23    | 48.8960    | 2.2253      |
| 7        | 110                                     | 2          | Brücke               |                                                     | 48.8954    | 2.2268      |
| 8        | 110                                     | 2          | Teil-Anschlussstelle | Rue des Sorins                                      | 48.8956    | 2.2281      |
| 9        | 110                                     | 2          | Teil-Anschlussstelle | La Défense 12 - Pôle Universitaire Léonard-de-Vinci | 48.8951    | 2.2297      |
| 10       | 110                                     | 2          | Teil-Anschlussstelle | A 14                                                | 48.8944    | 2.2298      |
| 11       | 110                                     | 2          | Teil-Anschlussstelle | Parking La Défense 7 - Grande Arche                 | 48.8936    | 2.2310      |
| 12       | 110                                     | 2          | Ende an Straße       | Boulevard Circulaire de la Défense                  | 48.8928    | 2.2340      |